# Pleine-Selve (Aisne)
Pleine-Selve település Franciaországban, Aisne megyében. Lakosainak száma 191 fő (2022. január 1.). Pleine-Selve La Ferté-Chevresis, Origny-Sainte-Benoite, Parpeville, Ribemont és Villers-le-Sec községekkel határos.

## Népesség
A település népességének változása:
| Lakosok száma | 222  | 149  | 187  | 161  | 170  | 163  | 172  | 192  | 192  | 191  |
|               | 1968 | 1982 | 1990 | 2006 | 2013 | 2015 | 2017 | 2019 | 2020 | 2022 |